# Sansevieria aethiopica
Sansevieria aethiopica ist eine Pflanzenart aus der Gattung Sansevieria in der Familie der Spargelgewächse (Asparagaceae). Das Artepitheton aethiopica leitet sich vom lateinischen Wort aethiopicus für ‚äthiopisch‘ ab und verweist auf das Vorkommen in Afrika, das im klassischen Sinn als Äthiopien bezeichnet wurde.

## Beschreibung
Sansevieria aethiopica wächst stammlos als ausdauernde, sukkulente Pflanze mit zirka 1 Zentimeter starken Rhizomen. Die 13 bis 30 sukkulenten und rosettig angeordneten dicht zusammenstehenden Laubblätter sind aufsteigend ausgebreitet. Die einfache Blattspreite ist bei einer Länge von 13 bis 43 Zentimeter und einer Breite von 1 bis 2 Zentimeter linealisch oder linealisch-lanzettlich. Dabei ist die Oberseite konkav und die Basis manchmal auch leicht verschmälert. Oberhalb der Mitte geht sie in eine pfriemliche, grüne und 1,6 bis 2,5 Millimeter langen Spreitenspitze über, die verschmälert und weiß wird. Die Blätter sind anfangs mit heller Querbänderung versehen, ansonsten dunkelgrün mit bläulicher Schattierung und mehr oder weniger glauker Oberfläche. Der Spreitenrand ist rot oder weißlich. Die Blattoberfläche ist leicht rau.
Die einfachen, ährigen Blütenstände sind 35 bis 75 Zentimeter hoch. Die Rispen sind dicht mit vier bis sechs Blüten pro Büschel besetzt. Das eiförmig-lanzettlich, zugespitzte Tragblatt ist 0,5 bis 1 Millimeter lang. Der Blütenstiel ist bis zu 5 Millimeter lang. Die zwittrigen Blüten sind dreizählig. Die Blütenhüllblätter sind weiß, manchmal violett bis cremefarben. Die Blütenröhre ist 2 bis 3,5 Zentimeter lang.

## Verbreitung
Sansevieria aethiopica ist in Kenia, Botswana, Namibia, Simbabwe und in Südafrika in den Provinzen Nordkap, Nordwest, Ostkap und Gauteng an trockenen, offenen Stellen oder im Buschland auf durchlässigen Böden verbreitet.

## Taxonomie
Die Erstbeschreibung von Sansevieria aethiopica erfolgte 1794 durch Carl Peter Thunberg.
Synonyme für Sansevieria aethiopica Thunb. sind: Sansevieria thunbergii Mattei (1918),  Sansevieria glauca Haw. (1812), Sansevieria grandicuspis Haw. (1812), Sansevieria ensifolia Haw. (1812), Sansevieria pumila Haw. (1812), Sansevieria caespitosa Dint. (1926), Sansevieria scabrifolia Dint. (1932) und Sansevieria aethiopica subsp. itumea Mbugua (2007).

## Nachweise